# Wiosna w miasteczku
Wiosna w miasteczku (mand. Xiao cheng zhi chun) – chiński melodramat filmowy z 1948 roku w reżyserii Fei Mu, według scenariusza Li Tianji. Został wyprodukowany i sfinansowany przez wytwórnię Wenhua Film Company, której ogromny deficyt finansowy doprowadził do zdjęć filmowych z niskim budżetem, minimalistyczną fabułą i scenografią. 
W filmie występuje tylko pięć osób, a jego akcja skupia się na zmaganiach małżeństwa i zamieszaniu w związku z pojawieniem się w ich rezydencji kolegi męża, a zarazem niegdysiejszego kochanka żony.
W 2005 roku podczas rozdania Hong Kong Film Awards z okazji stulecia chińskich filmów Wiosna w miasteczku została uznana za najlepszy chiński film w historii.